# Lilly Truscott
Lillian "Lilly" Truscott és un personatge de ficció de la sèrie Hannah Montana, interpretat per Emily Osment.

## Biografia
Lilly es va assabentar que Miley és en realitat Hannah Montana en el primer capítol de la sèrie, titulat: "Lilly, vols saber el meu secret?". En aquest episodi Lilly entra en el camerino de Hannah Montana després d'un concert i acaba descobrint-la, la qual cosa fa que se senti confusa, perquè Lilly és alhora una gran fan de Hannah Montana.
En el transcurs de la sèrie es veu que Lilly és una noia molt agradable, compta amb bons sentiments en no dir a ningú el secret de la seva millor amiga, malgrat que té una estranya obsessió per la gent famosa, que la porta a cridar i sortir corrent darrere de qualsevol famós que li passi per davant, la qual cosa avergonyeix a Miley quan és Hannah Montana. A part de perseguir famosos, Lilly té altres aficions com el skate, anar al centre comercial o a la platja per veure nois o només per sortir, o simplement fer d'animadora. A més es nota que és una gran fan d'Orlando Bloom. Li encanta usar capells.
En la segona temporada de Hannah Montana els seus pares es divorcien. En un capítol la seva mare, la senyora Truscott (interpretada per Heather Locklear) surt amb el pare de Miley Robby Ray Stewart, i encara que no tot surt bé, al final acaben com a bons amics.

## Lola
Quan Lilly està amb Hannah, es fa passar per una noia anomenada Lola, presentant-se com la filla rica del famós Mogul. Lola és la millor amiga de Hannah, i gairebé sempre fa servir accessoris punk i extravagants. Aquestes són totes les personalitats que usa Lilly:
- Lola Luftnagle: La Lola més comuna. Aquesta Lola fa servir una perruca lila i accessoris punky. El tema del seu vestuari és la roba cyberpunk fashion o simplement el maquillatge.
- Lola LaFonda: Aquesta Lola fa servir una perruca vermella i roba punk. Ha aparegut en els episodis: Miley Get Your Gum, Ooo, Ooo, Itchy Woman i Cuffs will Keep Us Togheter.
- Lola LaBamba: Aquesta Lola porta el cabell color cian amb una bena vermella.
- Lola BeCappin: Aquesta Lola té un vestit ros, ungles vermelles realment llargues i pintallavis vermell.
- Lola LaGinda: Aquesta Lola usa una perruca taronja i un vestit de color pastel.

## Relacions
- Miley Stewart (Miley Cyrus): És la millor amiga de Lilly. En les primeres temporades, Miley opina que Oliver i Lilly haurien de ser promesos però ells es neguen. Ella li explica que és Hannah en el primer episodi: "Lilly, do you wanna know a secret?"[2]

- Oliver Oken (Mitchel Musso): És el millor amic de Lilly i de Miley. A partir de l'episodi de la tercera temporada, "What I don`t like about you" comença a sortir amb Lilly. Ella i ell discuteixen molt però al final, acaben reconciliant-se. A Lilly li agrada referir-se a ell com el seu "olipop".

- Jackson Stewart (Jason Earles): És el germà de Miley i, per tant, és com un germà per Lilly. En diverses ocasions els veu molt units, com a grans amics. És el millor amic de Lilly en la quarta temporada.

- Robby Ray Stewart (Billy Ray Cyrus): És el pare de Miley, i és com un segon pare per Lilly.